# Veliki Brat (Srbija)
Veliki Brat (eng. Big Brother) srpska je verzija globalne franšize reality showa Big Brother. Emisija je snimljena i producirana u Beogradu u izdanju Emotion Production.
Izvorno je emisija započela kao srpska produkcija s ukućanima iz Srbije, Crne Gore i Bosne i Hercegovine. U treću sezonu bili su i ukućani iz Makedonije. Četvrtu se sezonu uključio hrvatski nakladnik i producent RTL, a u Hrvatskoj su održane audicije, čineći emisiju Pan-regionalnom.
U Srbiji su emisiju često emitirali različiti kanali. Prve tri regularne sezone i tri sezone slavnih emitirane su na kanalu B92 i Prva, dok su ostale dvije poznate osobe i četvrta regularna sezona emitirane na Pinku. U Crnoj Gori emisiju emitiraju Pink M i Prva, u Bosni i Hercegovini Pink BH, OBN i BN, u Makedoniji A1 i Sitel, au Hrvatskoj emisiju RTL.
Nakon jednogodišnje stanke 2012. i glasina o otkazivanju, producenti su najavili da će se show vratiti 2013. u sezonu slavnih. Peta regularna sezona emitirana je krajem 2015.

## Sezone

### Regularne sezone
| Sezona                        | Datum početka      | Datum završetka    | Dani u kući | Stanari | Pobijednik               | Debi države                            | Voditelj(i)                     |
| ----------------------------- | ------------------ | ------------------ | ----------- | ------- | ------------------------ | -------------------------------------- | ------------------------------- |
| Veliki Brat (Generalna Proba) | 28. kolovoza 2006. | 3. rujna 2006.     | 7           | 12      | Jelena Provči            |                                        | Marijana Mićić                  |
| Veliki Brat 1                 | 15. rujna 2006.    | 31. prosinca 2006. | 108         | 19      | Ivan Ljuba               | Srbija, Crna Gora, Bosna i Hercegovina | Marijana Mićić                  |
| Veliki Brat 2                 | 22. rujna 2007.    | 29. prosinca 2007. | 99          | 22      | Otkazana                 |                                        | Ana Grubin                      |
| Veliki Brat 3                 | 21. rujna 2009.    | 30. prosinca 2009. | 101         | 18      | Vladimir Arsić-Arsa      | Sjeverna Makedonija                    | Marijana Mićić                  |
| Veliki Brat 4                 | 13. ožujka 2011.   | 27. lipnja 2011.   | 106         | 21      | Marijana Čvrljak         | Hrvatska                               | Marijana Mićić & Antonija Blaće |
| Veliki Brat 5                 | 6. rujna 2015.     | 12. prosinca 2015. | 100         | 21      | Darko "Spejko" Petkovski |                                        | Antonija Blaće & Sky Wikluh     |

### Celebrity sezone
| Sezona            | Datum početka      | Datum završetka   | Dani u kući | Stanari | Pobijednik              | Voditelj(i)                    |
| ----------------- | ------------------ | ----------------- | ----------- | ------- | ----------------------- | ------------------------------ |
| Veliki Brat VIP 1 | 5. svibnja 2007.   | 3. lipnja 2007.   | 29          | 13      | Saša Ćurčić-Đani        | Ana Grubin & Irina Vukotić     |
| Veliki Brat VIP 2 | 1. ožujka 2008.    | 30. ožujka 2008.  | 30          | 13      | Mirjana „Mimi” Đurović  | Ana Grubin & Milan Kalinić     |
| Veliki Brat VIP 3 | 9. ožujka 2009.    | 6. travnja 2009.  | 29          | 15      | Miroslav „Miki” Đuričić | Marijana Mićić & Milan Kalinić |
| Veliki Brat VIP 4 | 30. siječnja 2010. | 27. veljače 2010. | 29          | 14      | Milan Marić-Švaba       | Marijana Mićić                 |
| Veliki Brat VIP 5 | 25. ožujka 2013.   | 6. svibnja 2013.  | 43          | 17      | Žarko Stojanović        | Marijana Mićić                 |

## Show

### Logo, naslovi sezona i melodije
Logotip oka za prvu sezonu bila je ponovno korištena verzija oka iz Big Brothera UK 6. U ostalim sezonama upotrebljavao se isti logotip oka, ali u različitim bojama, a za izdanja slavnih zvijezda je umetnuta zvijezda tamo gdje bi trebala biti zjenica .
Početni naslovi preuzeti su i iz Big Brothera UK 6, ali s drugačijom tematikom podešenom nad naslovima. Tematsku melodiju napisao je Marko Milicević, koji je tada zaslužan za Marka Hollywooda.
Izmijenjena verzija Big Brother UK naslova i logotipa korišteno je za sezonu 2011. godine. 

### Kuća
Kuća se nalazi u Beogradu, u urbanom naselju Košutnjak. Sama kuća nije preuređena otkako je sagrađena 2006. godine, ali interijer je redizajniran za svaku sezonu. Izvorno se sastojala od dvije spavaće sobe, jedne dnevne sobe, kuhinje i blagovaonice, ispovijedaonice, kupaonice, spremišta, vrta i dodatnih soba koje se ponekad koriste kao radne sobe ili tajne sobe za nove ukućane. Za treću sezonu srušen je zid između muške i ženske spavaće sobe, pa je postojala samo jedna velika spavaća soba. Tijekom iste sezone dodana je još jedna soba, soba za opuštanje (poznata i kao soba "make out soba"). 

### Intervjui u ispovijedaonici
"Ispovedaonica" je srpski naziv za sobu u kojoj stanari dolaze razgovarati s Velikim Bratom. Glavna razlika između intervjua u ispovijedaonici u Velikom Bratu i drugim sezonama Big Brothera (uključujući britansko izdanje) je u "glasu" Big Brothera. Za razliku od većine intervjua u ispovijedaonici, u kojima se mogu čuti glasovi producenata, u Velikom Bratu se obrađuju glasovi producenata, što daje iluziju da Big Brother uvijek govori na isti robotski način. 

### Big Brother UK
Veliki Brat itekako prati način na koji se proizvodi Big Brother UK. Primjerice, kada ukućanin govori o drugom ukućaninu u ispovijedaonici, kamera će se izrezati na isječak ukućana o kojem se govori dok se još uvijek može čuti govor ukućana u ispovijedaonici.
Između isječaka proteklih 24-satnih vrhunaca, brzi odbojnici prikazuju događaje povezane sa slijedom naslova.
Pri uvođenju novog dana, pripovjedač će reći broj dana, vrijeme i je li bilo nekih prethodnih pitanja koja se odnose na epizodu. Pripovjedač će tijekom cijele epizode reći vrijeme i ono što rade određeni ukućani. Jedina razlika između verzije u Velikoj Britaniji i Srbije u ovom aspektu je ta što je pripovjedač u Velikoj Britaniji, Marcus Bentley, muško, a srpski pripovjedač žensko. Kada su vrijeme i dan prikazani, prikazuje se na istoj pozadini kao i verzija u Velikoj Britaniji, ali u različitim bojama, ovisno o seriji. 

## Sezone

### Veliki Brat (Generalna proba)
Generalna proba prvog Velikog Brata je bila na programu od 28. kolovoza do 3. rujna 2006. godine.
Stanari:
- Jelena Provči - pobjednica
- Marko Miljković - pobjednik
- Predrag Krunić
- Antal Skendžić
- Milana Nenin
- Vanja Petrović
- Mirjana Evetović
- Aleksandra Đukić
- Nataša Gocić
- Nemanja Keserović
- Tamara Zornić
- Slobodan Velički

### Veliki Brat 1
Prva sezona Velikog brata u Srbiji počela je 15. rujna 2006. godine. U ponoć 31. prosinca glavnu nagradu od 100.000 eura je osvojio Beograđanin Ivan Ljuba.
Stanari:
- Ena Popov
- Miroslav „Miki” Đuričić
- Anamarija Kikoš
- Srba Josijević
- Daliborka Milanković
- Nikola Đurović
- Maja Đorđević
- Đankarlo Kanduti
- Dragana Vranješ
- Edin Kolenda
- Marko Miljković
- Jelena Provči
- Veselina Mihajlović
- Branislav „Bane” Cvetković
- Jadranka Živanović
- Sanja Vasović
- Aleksandra Vrbajac
- Sava Radović

### Veliki Brat VIP
Za naklonost publike i nagradu od 50.000 eura borile su se 30 dana poznate ličnosti. Show je počeo 5. svibnja 2007. godine. Voditeljice su bile Ana Mihajlovski i Irina Vukotić.
U kuću je ušlo 12 poznatih ličnosti: četiri pjevača, bivši nogometaš, slikarica, dvoje manekena, dvije glumice, TV voditelj i mađioničar; šest predstavnika muškog spola i šest predstavnika ženskog.
Pobjednik je Saša Ćurčić-Đani (35), bivši nogometaš Partizana iz Beograda.
Stanari:
- Marta Keler
- Predrag Jovanović
- Olgica Karleuša
- Saša Čurćić-Đani
- Danijela Vranješ
- Lazar Antić-Big Lale
- Emina Hamzabegović
- Danijel Alibabić
- Gordana Sekulić
- Ognjen Ivanović
- Zorica Jočić-Šujica
- Dragan Marinković-Maca
- Aleksandar Jovanović

### Veliki Brat 2
Druga sezona Velikog Brata je počela 22. rujna 2007. godine. Voditeljica je Ana Mihajlovski. Uz slogan "Očekuj neočekivano" Veliki Brat je iznenadio sve ubacivši u kuću prvog dana 2 muškarca i 7 djevojaka. Drugog tjedna u kuću je ušlo još 5 muškaraca, a kroz ostatak showa mnogo je novih stanara ušlo u kuću.
Stanari:
- Tanja Obradović, 21
- Živan Janićijević - Burek, 26
- Suzana Pavlović, 22
- Miloš Vasiljević - Mišel, 20
- Dijana Mićić, 21
- Nataša Ilić, 26
- Ranka Radanović, 22
- Marina Ignjatović, 31
- Jelena Žeželj, 20
- Danilo Tomić, 29
- Miloš Novaković - Mićko, 28
- Stevan Zečević, 23 †
- Elmir Kuduzović, 26 †
- Slaviša Lakić, 29
- Miroslav „Miki” Đuričić, 30
- Aleksandar Kocić, 27
- Vesna Milovac, 27
- Đorđe Stojanović, 29
- Zorica Lazić, 24 †
- Gojko Muzikravić, 28
- Vesko Bošković, 42
- Mirko Đuričić, 56

Emisija je prekinuta 29. prosinca 2007. godine (97. dana) zbog smrti u prometnoj nesreći troje bivših stanara (Zorica, Stevan i Elmir). Televizija B92 i produkcijska kuća Emotion su donijeli odluku da se show prekida i da se nagrada ravnomjerno dijeli svim stanarima koji su do zadnjeg trenutka ostali u kući.

### Veliki Brat VIP 2
Druga sezona VB VIP je počela 1. ožujka 2008. a završila 30. ožujka 2008.Voditelji su Ana Mihajlovski i Milan Kalinić. U kuću je ušlo 12 stanara.Prvi put su ušla dva stanara koji su se računali kao jedan, ali ih je Veliki brat kasnije razdvojio.
Pobjednica je Miroslav „Miki” Đuričić.
Stanari:
- Borko Sarić
- Mirjana „Mimi” Đurović
- Milić Vukašinović
- Katarina „Kaja” Ostojić
- Slobodan Bićanin-Bićko
- Slađana Pejić
- Sky Vikler
- Zorica Marković
- Petar Perović
- Maša Stanisavljević
- Era Ojdanić
- Andrija „Era” Ojdanić
- Ajs Nigrutin

### Veliki Brat VIP 3
Veliki Brat VIP 3, treća je sezona koja je s emitiranjem započela 9. ožujka 2009. i završila 6. travnja 2009. Emitirana je na Pink u Srbiji, Pink BH u Bosni i Hercegovini i Pink M u Crnoj Gori. Natjecatelji su se natjecali za glavnu nagradu od 50.000 eura. Domaćini ove sezone bili su Milan Kalinić i Marijana Micić .
Stanari:
- Tijana Stajšić - izbačena (28. dan)
- Dalibor Andonov-Gru - drugo mjesto (29. dan)
- Mira Škorić - peto mjesto (29. dan)
- Nenad Čanak - pušten (9. dan)
- Jelena Žeželj - izbačena 9. dana)
- Milan Mumin - izbačen (15. dan)
- Mia Borisavljević - izbačena (28. dan)
- Miroslav „Miki” Đuričić - POBJEDNIK (29. dan)
- Ivana Škorić - izbačena (28. dan)
- Filip Kapisoda - treće mjesto (29. dan)
- Sandra Drašković - izbačena (16. dan)
- Edin Aladžuz - izbačen (26. dan)
- Jelena Karleuša - puštena (2. dan)
- Dragan Marinković „Maca” - četvrto mjesto (29. dan)
- Milić Vukašinović - izbačen (22. dan)

### Veliki Brat 3
Treća sezona Velikog Brata započela je 21. rujna 2009. i završila je 30. prosinca 2009. Tijekom treće sezone sudionici su došli iz zemalja poput Srbije, Bosne i Hercegovine, Crne Gore, ali od ove sezone i Makedonije. Pobjednik ove sezone je Vladimir Arsić.
Tijekom ove sezone kuća je dizajnirana tako da izgleda oskudno kao i ideja da svijet pada pod utjecaj nove ekonomske krize. U početku stanovnici nisu imali sjedenje niti pristup kupaonici, ali su je ubrzo imali priliku osvojiti svakodnevnim zadacima. Druga promjena ove sezone bila je u stavu Velikog Brata prema obitelji. Naime, voditelji su na samom početku objavili da je "Veliki Brat ove godine dvoličan", kao što je prikazano tijekom serije. Veliki Brat igrao se s obitelji kroz razne tajne zadatke, ali i oduzimanjem stvari koje su donijeli u kuću, dovodeći bivše članove obitelji da ih uskoro vrate u vanjski svijet; čak je jednom prilikom organizirana lažna deložacija.
Stanari:
- Danica Kordić - izbačena (28. dan) i ponovno izbačena (99. dan)
- Nikola Dančević - izbačen (dan 99)
- Milan Borilić - out (8. dan)
- Indiana Pejic - izbačen (21. dan)
- Violeta Raleva - izbačena (dan 42)
- Radiša Miljković - izbačen (dan 99)
- Sandra Valterović - izbačena (14. dan)
- Karlo Zagorac - treće mjesto
- Jovana Pavlović - četvrto mjesto
- Vladimir Arsić-Arsa - POBJEDNIK (dan 101)
- Tatjana Jovančević - izbačena (dan 49) i ponovno izbačena (dan 77)
- Manuel Stojanović - šesto mjesto
- Admir Mujabašić - izbačen (dan 70)
- Enis Mujabašić - drugo mjesto (dan 101)
- Dragica Janičić - izbačena (98. dan)
- Đorđe Đurđević - peto mjesto (dan 101)
- Kristina Raleva - izbačena (dan 91.)
- Mirjana Stamenović - izbačena (dan 91.)

### Veliki Brat VIP 4
Četvrta sezona Velikog Brata VIP počela se emitirati 30. siječnja 2010. i završila je 27. veljače 2010. Ova sezona emitirana je na Pink u Srbiji, Pink BH u Bosni i Hercegovini, Pink M u Crnoj Gori i Sitel u Makedoniji. Ovoga puta natjecatelji su se natjecali za glavnu nagradu od 50.000 eura. Voditeljica ove sezone bila je Marijana Mićić. Ove sezone kuća je bila podijeljena u dva dijela (bogati i siromašni), a natjecatelji u dvije ekipe. Pobjednik je ove sezoneMilan Marić Schwaba .
Stanari:
- Ena Popov
- Milan Marić-Švaba - DOBITNIK
- Lepa Lukić - četvrto mjesto
- Mladen Radulović
- Sanja Brnović
- Bojan "Boki 13" Jovanovski - treće mjesto
- Divna Karleuša
- Erwin Catona - peto mjesto
- Ana Bebić
- Bora Drljača
- Anabela Bukva - drugo mjesto
- Alden Hadžikarić
- Tamara Simić
- Andrija „Era” Ojdanić - šesto mjesto

### Veliki Brat 4
Četvrta sezona Big Brothera počela se emitirati 13. ožujka 2011. i završila je 26. lipnja 2011. Ovo je prva sezona i sa sudionicima iz Hrvatske. To je emitiran u Hrvatskoj, kao šeste sezone Big Brothera zbog prethodnih pet sezona koje su bile emitiranje. Četvrtu sezonu emitirali su Pink u Srbiji, Pink BH u Bosni i Hercegovini, Pink M u Crnoj Gori, Sitel u Makedoniji i RTL u Hrvatskoj. Predstavlja i prvu redovnu sezonu koju emitira Pink TV.

### Veliki Brat VIP 5
Peta sezona Velikog Brata VIP započela je 5. ožujka 2013. i završila je 6. svibnja 2013. Sezona predstavlja drugu VIP sezonu koja se emitirala na televiziji B92. Pobjednik ove sezone je Žarko Stojanović. Voditeljice ove sezone bile su Mariana Mićić i Ana Mihajlovski. Tijekom ove sezone vratili su se glasovi natjecatelja za nominaciju, ali po prvi puta se pojavljuju glasovi publike, odabirući natjecatelja kojeg žele spasiti od tri ili više ukućana.
Stanari:
- Aneta Nakovska
- Ava Karabatić
- Dragutin Topić
- Maja Nikolić
- Maja Volk
- Branislav Petrušević „Petrući”
- Ivana "Cindy" Stamenković
- Slavko Labović
- Sara "Soraja" Vučelić
- Uroš Ćertić
- Vesna de Vinca
- Vesna "Vence" Vukelić
- Žarko Stojanović

### Veliki Brat 5
Peta sezona Velikog Brata počela se emitirati 4. rujna 2015. i završila je 12. prosinca 2015. Ova sezona predstavlja petu sezonu u Srbiji i sedmu sezonu u Hrvatskoj - za obje zemlje prva nakon pauze koja je trajala dvije godine. Sezona je emitirana na B92 i Prva u Srbiji, RTL u Hrvatskoj, OBN i BN u Bosni i Hercegovini, Sitel u Makedoniji i Prva u Crnoj Gori.
Sezona je prvenstveno bila planirana za jesen 2013. godine, ali producenti su otkazali sezonu i najavili da će se emitirati početkom 2014. godine. Kasnije, tijekom proljeća 2014. godine, najavljeno je da će emitiranje započeti tijekom jeseni 2014. ili proljeće 2015. Zatim 12. listopada 2014. najavljeno je da se Big Brother više neće emitirati jer je kuća srušena. Kasnije je objavljeno da je vijest bila lažna, jer je kuća početkom 2015. korištena za slovensku verziju reality showa. Kasnije je najavljeno da će s emitiranjem započeti 4. rujna 2015. s Antonijom Blaće i Skye Wickler kao vođe. Ovo je prva sezona s makedonskim sudionikom koji je osvojio prvo mjesto.
Stanari:
- Aleksandar Ralević
- Andrea Jokimovska
- Anton Kopajtić
- Barbara Šegetin - četvrto mjesto
- Branislav Krstić
- Darko "Spejko" Petkovski - DOBITNIK
- Dragutin "Giba" Vasić
- Đorđe Đenić
- Ervin Mujaković - treće mjesto
- Goran Todić - drugo mjesto
- Martha Keller - izbačena
- Ivona Milovanović
- Ivona Isharetoviћ
- Luka "Luća" Mišnić
- Mirjana Praizović
- Miroslav "Mika" Vasić
- Rada Vasić
- Radivoje Vasić
- Stefani Banić
- Tina Šegetin
- Vesna Bartolić
- Zorica Marković

## Vanjske poveznice
- Službena stranica produkcije